# Sonda di Bengmark
La sonda di Bengmark è una sonda in poliretano lunga 145 cm: è disponibile nei diametri di 8 French e 10 French. I due calibri differiscono fra loro per il cono di collegamento alla pompa che è di colore blu per l'8 French e nero per il 10.
La particolare caratteristica della sonda di Bengmark è costituita dalla sua estremità terminale che è piegata in modo che tende ad avvolgersi su se stessa. È perciò autopropellente ed utilizzata per la nutrizione enterale post-pilorica (in digiuno). Viene introdotta con l'ausilio di una guida rigida che rettifica la punta della sonda. Una volta giunta nello stomaco la guida viene ritirata e la punta si arrotola su se stessa formando una matassa che fa massa e viene trascinata dalla peristalsi. Dopo 12 ore si ritrova, in condizioni normali, oltre il legamento del Treitz. Si raccorda alla pompa nutrizionale con un attacco ad imbuto.